# 维拉尔 (孔迪镇)
维拉尔是葡萄牙波尔图区的一个堂区。总面积3.62平方公里，总人口1737人，人口密度479.8人/平方公里。